# 陳陽 (弘治進士)
陳陽（1456年—？），字健夫，江西臨江府新淦縣人，民籍，明朝政治人物。

## 生平
成化十九年（1483年）癸卯科江西鄉試第十二名舉人，弘治六年（1493年）中式癸丑科會試第二百四十二名，三甲第一百二十九名進士。改翰林院庶吉士，八年（1495年）十月授刑部主事，升郎中，被劉瑾誣下詔獄，杖於朝門左，謫雲南昆陽州知州，劉瑾被誅後，正德五年（1510年）七月升廣西按察司僉事，八年升本省副使，十年（1515年）七月因御史朱志榮案謫兩浙鹽運司同知，卒於官。

## 家族
曾祖陳與清；祖父陳孟浩，教授；父陳就紀，母黃氏。具慶下。弟陳謙怡。